# 萌え絵師
萌え絵師（もええし）とは画家の分類の一つ。絵描きを絵師とも呼ぶが、その中の1つ。「萌え絵を描く絵師」のことを指す俗語である。
漫画家・イラストレーター・アニメーターなど絵を職業としている者のほか、アマチュアの絵師にも使われる。
単純に「萌え絵」にカテゴライズされるような「萌える」少女などを秀逸に描ければこう呼ばれるわけではなく、職業的・趣味的にこのジャンルの絵を専門的、あるいは高い割合で描いている人間を萌え絵師と称する。「萌え絵」が描ける人間でも、それ以外の絵も総合的に描いている場合は「絵師」であり「萌え絵師」とは呼ばれない事が多い。このあたりの境界線は明確ではない。よってプロではアダルトゲーム・ギャルゲーの原画家の職に就く人がこう呼ばれる事が多い。
美少女を描くのは男性といった先入観などから、「萌え絵師は意外と女性が多い」とされることがある。これに違和感を有していた「デ・ジ・キャラット」で知られる女性作家こげどんぼ*は、幼い女の子なら誰もが経験する「お姫さま」を描くことがその原点にあるとし、特撮ヒーローなどを愛し続ける男性に似ているなどと語った。これについては、「萌え絵師は意外と女性が多い」という捉え方を変えるエピソードではないかとの評価がされている。
2009年7月には、熱烈なファンを持つ萌え絵師のみさくらなんこつがウエイトレスの制服デザインなどを手がけたハーレム居酒屋が秋葉原にオープンし、話題となった。2011年7月には、NHKが秋葉原で開催した「NHK WONDER LAND 2011」において、西又葵、岸田メルらによる「萌え絵師大喜利」と題するイベントが行われたこともあった。

## 関連文献
- 『姫キャラ☆デザイナーズファイル : 萌え絵師111』インプレスコミュニケーションズ,2010 ISBN 9784844361602